# Hoquei sobre herba als Jocs Olímpics d'Estiu de 1928
Als Jocs Olímpics d'Estiu de 1928 realitzats a la ciutat d'Amsterdam (Països Baixos) es disputà una prova, en categoria masculina, d'hoquei sobre herba. Aquesta fou la tercera vegada que aquest esport participava en uns Jocs Olímpics d'Estiu després de la seva absència en els Jocs Olímpics de 1924 a París. La prova es disputà entre els dies 17 i 26 de maig de 1924 a l'Estadi Olímpic d'Amsterdam i l'Old Stadion d'aquesta mateixa ciutat.

## Comitès participants
Participaren 170 jugadors de 9 comitès després de l'abandonament de l'equip de Txecoslovàquia:
| - Alemanya (22) - Àustria (16) - Bèlgica (22) - Dinamarca (14) - Espanya (17) | - França (20) - Índia (15) - Països Baixos (22) - Suïssa (22) |

## Jugadors

### Grup A

#### Àustria
- E. Haladik
- F. Herzl
- K. Lehrfeld
- E. Landesmann
- H. Lichtneckert
- Fritz Lichtschein
- Willi Machu
- P. Massarek
- E. Nossig
- Karl Ördögh
- Alfred Revi
- H. Rosenfeld
- Otto Stritzko
- H. Wald
- A. Wildam
- A. Winter

#### Bèlgica
- Lambert Adelot
- Claude Baudoux
- Yvon Baudoux
- Freddy Cattoir
- Louis De Deken
- Paul Delheid
- Louis Diercxsens
- Auguste Goditiabois
- Adolphe Goemaere
- Georges Grosjean
- Joseph Jastine
- Charles Koning
- René Mallieux
- André Seeldrayers
- Étienne Soubre
- Johnny Van der Straten
- Émile Vercken
- Corneille Wellens
- F. Carez
- Ch. de Keyzer
- V. de Laveleye
- Jacques Rensburg

#### Dinamarca
- Arne Blach
- Otto Busch
- Hagbarth Dahlmann
- Aage Heimann
- Niels Heilbuth
- Henning Holst
- Erik Husted
- Otto Husted
- Peter Koefoed
- Henry Madsen
- Carl Malling
- Børge Monberg
- Peter Prahm
- Aage Norsker

#### Índia
- Richard Allen
- Dhyan Chand
- Maurice Gateley
- William Goodsir-Cullen
- Leslie Hammond
- Feroze Khan
- George Marthins
- Rex Norris
- Broome Pinniger
- Michael Rocque
- Frederic Seaman
- Ali Shaukat
- Jaipal Singh Munda (C)
- Sayed Yusuf
- Kher Singh Gill

#### Suïssa
- J. J. Auberson
- Adolf Fehr
- Konrad Fehr
- Alfred Fischer
- F. Jenny
- A. Koch
- J. Loubert
- Ernst Luchsinger
- M. Magnin
- E. Mauris
- R. Olivier
- R. Pellarin
- Charles Piot
- Henry Poncet
- R. Rodé
- M. Zumstein
- J. Brun
- E. Coppetti
- F. Hermenjat
- L. Joset
- C. Piot
- A. Rhinow

### Grup B

#### França
- Gaston Arlin
- Guy Chevalier
- Pierre de Lévaque
- Félix Grimonprez
- Marcel Lachmann
- Maurice Lanet
- Michel Petitdidier
- Henri Peuchot
- Bernard Poussineau
- Pierre Prieur
- Jacques Rivière
- Jean Robin
- Robert Salarnier
- Jacques Simon
- Albert Six
- A. Bié
- M. L. Guirard
- Paul Imbault
- H. E. J. A. Reisenthel
- J. Rémusat

#### Alemanya
- Bruno Boche
- Georg Brunner
- Heinz Förstendorf
- Erwin Franzkowiak
- Werner Freyberg
- Theodor Haag
- Hans Haußmann
- Kurt Haverbeck
- Aribert Heymann
- Herbert Hobein
- Fritz Horn
- Karl-Heinz Irmer
- Herbert Kemmer
- Herbert Müller
- Werner Proft
- Gerd Strantzen
- Rolf Wollner
- Heinz Wöltje
- Erich Zander
- Fritz Lincke
- Heinz Schäfer
- Kurt Weiß

#### Països Baixos
- Jan Ankerman
- Jan Brand
- Rein de Waal
- Emile Duson
- Gerrit Jannink
- Adriaan Katte
- August Kop
- Ab Tresling
- Paul van de Rovaart
- Robert van der Veen
- Haas Visser 't Hooft
- C. J. J. Hardebeck
- T. F. Hubrecht
- G. Leembruggen
- H. J. L. Mangelaar Meertens
- Otto Muller von Czernicki
- W. J. van Citters
- C. J. van der Hagen
- Tonny van Lierop

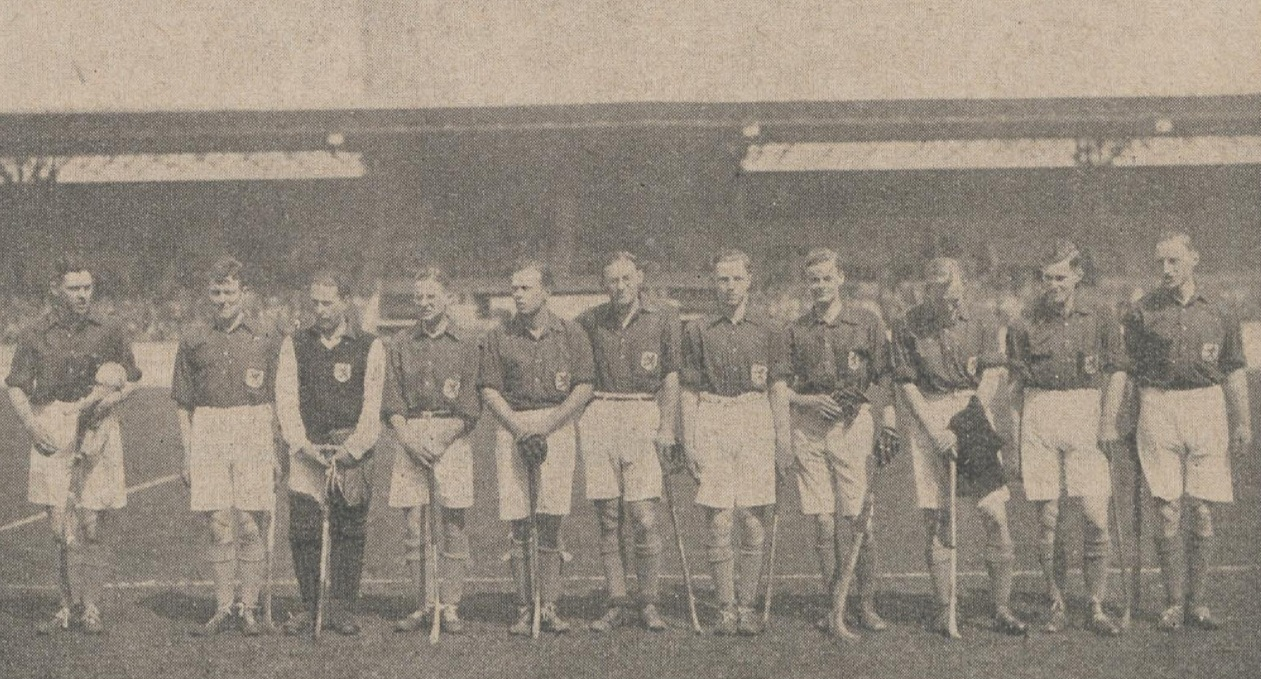
L'equip neerlandès

- J. J. van Tienhoven van den Bogaard
- J. M. van Voorst van Beest
- N. Wenholt

#### Espanya
- Francesc Argemí Solà
- Jaume Bagunyà Gili
- Juan Becerril Antón-Miralles
- Josep Maria de Caralt Mas
- Josep de Caralt Vidal
- Manuel Chávarri Rodríguez Avial
- Bernabé de Chávarri Rodríguez Codes
- Enrique de Chávarri Rodríguez Codes
- Santiago Goicoechea Orsolides
- Lluís Ysamat Bosch
- Joan Junquera i Baguñà
- Manel Lobo Vidal
- Lluís Rierola Albó
- Francesc Roig Ventura
- Fernando Torres-Quevedo Polanco
- José de Aguilera Alonso
- A. Heraso Lledó

## Resum de medalles
| Prova              | Or | Argent | Bronze |
| Hoquei sobre herba | Índia Richard Allen · Dhyan Chand · Maurice Gateley · William Goodsir-Cullen · Leslie Hammond · Feroze Khan · George Marthins · Rex Norris · Broome Pinniger · Michael Rocque · Frederic Seaman · Ali Shaukat · Jaipal Singh · Sayed Yusuf Kher Singh Gill | Països Baixos Jan Ankerman · Jan Brand · Rein de Waal · Emile Duson · Gerrit Jannink · Adriaan Katte · August Kop · Ab Tresling · Paul van de Rovaart · Robert van der Veen · Haas Visser 't Hooft C. J. J. Hardebeck · T. F. Hubrecht · G. Leembruggen · Mangelaar Meertens · Otto Muller · W. van Citters · C. van der Hagen · Tonny van Lierop · J. van Tienhoven · J. van Voorst · N. Wenholt | Alemanya Bruno Boche · Georg Brunner · Heinz Förstendorf · Erwin Franzkowiak · Werner Freyberg · Theodor Haag · Hans Haußmann · Kurt Haverbeck · Aribert Heymann · Herbert Hobein · Fritz Horn · Karl-Heinz Irmer · Herbert Kemmer · Herbert Müller · Werner Proft · Gerd Strantzen · Rolf Wollner · Heinz Wöltje · Erich Zander Fritz Lincke · Heinz Schäfer · Kurt Weiß |

## Medaller
| Posició | País          | Or | Argent | Bronze | Total |
| 1       | Índia         | 1  | 0      | 0      | 1     |
| 2       | Països Baixos | 0  | 1      | 0      | 1     |
| 3       | Alemanya      | 0  | 0      | 1      | 1     |

## Resultats

### Grup A
| Rank | Team      | Pld | W | D | L | GF | GA | Pts |  | Regne Unit | Bèlgica | Dinamarca | Suïssa | Àustria |
| ---- | --------- | --- | - | - | - | -- | -- | --- |  | ---------- | ------- | --------- | ------ | ------- |
| 1.   | Índia     | 4   | 4 | 0 | 0 | 26 | 0  | 8   |  | X          | 9:0     | 5:0       | 6:0    | 6:0     |
| 2.   | Bèlgica   | 4   | 3 | 0 | 1 | 8  | 9  | 6   |  | 0:9        | X       | 1:0       | 3:0    | 4:0     |
| 3.   | Dinamarca | 4   | 2 | 0 | 2 | 5  | 8  | 4   |  | 0:5        | 0:1     | X         | 2:1    | 3:1     |
| 4.   | Suïssa    | 4   | 1 | 0 | 3 | 2  | 11 | 2   |  | 0:6        | 0:3     | 1:2       | X      | 1:0     |
| 5.   | Àustria   | 4   | 0 | 0 | 4 | 1  | 14 | 0   |  | 0:6        | 0:4     | 1:3       | 0:1    | X       |

### Grup B
|    | Equip         | J | G | E | P | GF | GC | Pts |  | Regne Unit | Alemanya | França | Spain (1785-1873 and 1875-1931) |
| -- | ------------- | - | - | - | - | -- | -- | --- |  | ---------- | -------- | ------ | ------------------------------- |
| 1. | Països Baixos | 3 | 2 | 1 | 0 | 8  | 2  | 5   |  | X          | 2:1      | 5:0    | 1:1                             |
| 2. | Alemanya      | 3 | 2 | 0 | 1 | 8  | 3  | 4   |  | 1:2        | X        | 2:0    | 5:1                             |
| 3. | França        | 3 | 1 | 0 | 2 | 2  | 8  | 2   |  | 0:5        | 0:2      | X      | 2:1                             |
| 4. | Espanya       | 3 | 0 | 1 | 2 | 3  | 8  | 1   |  | 1:1        | 1:5      | 1:2    | X                               |

### Medalla de Bronze
| Medalla de Bronze | Medalla de Bronze                                    | Medalla de Bronze            | Medalla de Bronze            | Medalla de Bronze            | Medalla de Bronze            | Medalla de Bronze            | Medalla de Bronze |  |
| ----------------- | ---------------------------------------------------- | ---------------------------- | ---------------------------- | ---------------------------- | ---------------------------- | ---------------------------- | ----------------- |  |
| 26 de maig        | Olympisch Stadion assistència: 23.400                | Alemanya                     | 3                            | -                            | 0                            | Bèlgica                      |                   |  |
|                   | Gols:                                                | 1:0 Haag, 2:0 Haag, 3:0 Haag | 1:0 Haag, 2:0 Haag, 3:0 Haag | 1:0 Haag, 2:0 Haag, 3:0 Haag | 1:0 Haag, 2:0 Haag, 3:0 Haag | 1:0 Haag, 2:0 Haag, 3:0 Haag |                   |  |
|                   | Àrbitres: B. Turnbull (ÍND), E. W. C. Ricketts (ÍND) |                              |                              |                              |                              |                              |                   |  |

### Medalla d'Or
| Medalla d'Or | Medalla d'Or                                | Medalla d'Or                          | Medalla d'Or                          | Medalla d'Or                          | Medalla d'Or                          | Medalla d'Or                          | Medalla d'Or |  |
| ------------ | ------------------------------------------- | ------------------------------------- | ------------------------------------- | ------------------------------------- | ------------------------------------- | ------------------------------------- | ------------ |  |
| 26 de maig   | Olympisch Stadion assistència: 23.400       | Índia                                 | 3                                     | -                                     | 0                                     | Països Baixos                         |              |  |
|              | Gols:                                       | 1:0 (15') Chand, 2:0 Chand, 3:0 Chand | 1:0 (15') Chand, 2:0 Chand, 3:0 Chand | 1:0 (15') Chand, 2:0 Chand, 3:0 Chand | 1:0 (15') Chand, 2:0 Chand, 3:0 Chand | 1:0 (15') Chand, 2:0 Chand, 3:0 Chand |              |  |
|              | Àrbitres: W. Simon (ALE), R. Liégeois (BEL) |                                       |                                       |                                       |                                       |                                       |              |  |